# Jack London
Jack London, probablement nascut com a John Griffith Chaney (12 de gener del 1876 - 22 de novembre del 1916), va ser un escriptor estatunidenc autor d'Ullal Blanc, de La crida del bosc i uns altres cinquanta llibres.

## Antecedents personals
Clarice Stasz i altres biògrafs creuen que el pare biològic de Jack London va ser l'astròleg William Chaney. Chaney va ser un personatge distingit de l'astrologia, segons Stasz: "Des del punt de vista dels astròlegs més seriosos d'avui, Chaney és una gran figura que ha canviat la pràctica de la xerrameca cap a un mètode més rigorós".
Jack London no va saber de la suposada paternitat de Chaney fins a la maduresa. El 1897 va escriure a Chaney i va rebre una carta d'ell on indicava: "Mai no em vaig casar amb Flora Wellman", i que era "impotent" durant el període en què van viure junts, per tant, "no puc ser el teu pare".
Es desconeix si el matrimoni fou legalitzat. La majoria dels documents civils de San Francisco van ser destruïts en el terratrèmol de 1906. Per la mateixa raó, no se sap amb certesa el nom que apareixia en el certificat de naixement. Stasz aclareix que, en les seves memòries, Chaney es refereix a la mare de Jack London, Flora Wellman, com a "esposa". Stasz també posa l'accent en un anunci en el qual Flora s'anomena a si mateixa com "Florence Wellman Chaney".

## Primers anys
Jack London va néixer a San Francisco (Califòrnia). Essencialment es va autoeducar, procés que va portar a terme a la biblioteca pública de la ciutat, llegint llibres. El 1883 va trobar i va llegir la novel·la Signa de l'escriptora Ouida, que relata com un jove camperol italià sense estudis escolars arriba a la fama com a compositor d'òpera. London va acreditar el llibre com la seva inspiració per a començar la seva tasca literària.
El 1893, es va apuntar a la tripulació de la goleta Sophia Sutherland, que partia a la costa del Japó. Quan en va tornar, el país estava immers en el pànic de 1893 i Oakland estava castigat pel malestar laboral. Després de treballs esgotadors en un molí de jute i en una central elèctrica del ferrocarril, es va unir a la Kelly's industrial army, que va fer una marxa de protesta duta a terme a Washington l'any 1894 per fer campanya a favor del treball, i va començar la seva vida de vagabund.
El 1894, va passar trenta dies al centre penitenciari d'Erie County a Buffalo (Nova York) per vagabunderia. En The Road, va escriure:
| « | La manipulació humana va ser simplement un dels menors horrors no aptes de menció, per evitar ofenses morals, de la penitenciaria d'Erie County. Dic que no és "apte d'esment", i en justícia he de dir també "inconcebible". Eren inconcebibles per a mi fins que les vaig veure, i no era un jovenet que respectava la vida i els enormes abismes de la degradació humana. Es requeriria d'una caiguda en picat considerable per assolir el més baix de la penitenciaria d'Erie County, i ho vaig fer, però passo suaument i divertida la superficialitat de les coses tal com les vaig veure allà. | » |

Després de diverses experiències com a vagabund i mariner, London va tornar a Oakland, on va anar a l'Oakland High School; contribuí amb diversos articles per a la revista de secundària The Aegis. La seva primera publicació va ser Typhoon off the coast of Japan, en què va relatar les seves experiències com a marí.
Jack London desitjava entrar desesperadament a la Universitat de Califòrnia i, el 1896, després d'un estiu d'estudi intens, ho va fer, però els problemes financers el van obligar a anar-se'n el 1897 i mai es va graduar. Kingman diu que "no hi ha cap antecedent que escrigués per a publicacions estudiantils" aquí.

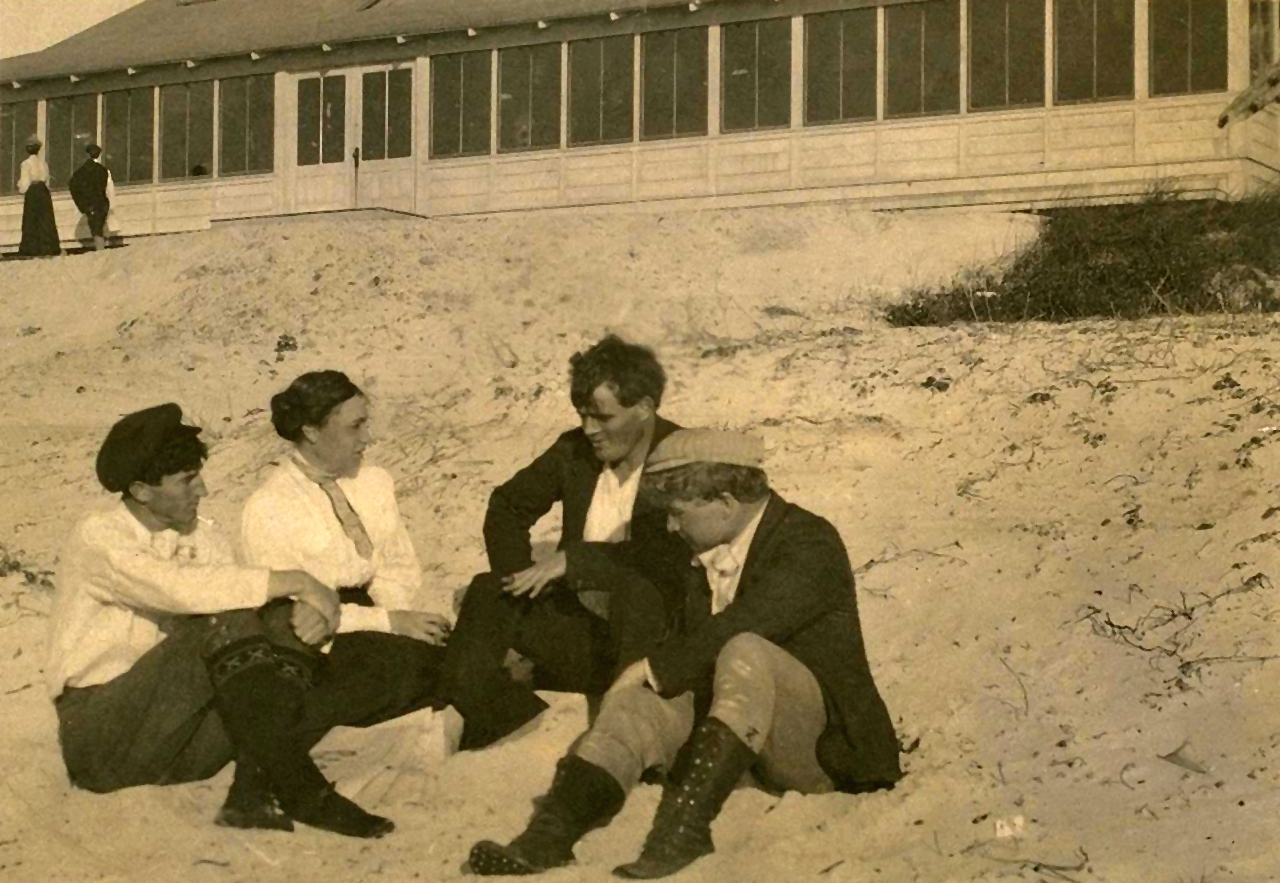
Mary Austin, Jack London, George Sterling, i Jimmie Hooper a la platja de Carmel-by-the-Sea, Califòrnia

En el 1889, London va començar a treballar de dotze a divuit hores al dia en l'envasadora Hickmott. Buscant una sortida al seu penós treball, va demanar un préstec a la seva mare adoptiva, Jennie Prentiss, i va comprar la goleta Razzle-Dazzle a un pirata d'ostres anomenat French Frank, esdevingué un recol·lector d'ostres al seu torn. En la cançó folk John Barleycorn declara haver robat a Mamie, la senyora de French Frank. Després d'alguns mesos la seva goleta es va fer malbé sense possibilitat de reparació. Es va passar al costat de la llei i es va fer membre de la patrulla pesquera de Califòrnia.
Mentre vivia a la casa de camp arrendada al llac Merritt (Oakland), London va conèixer el poeta George Sterling i es van convertir en bons amics. El 1902 Sterling va ajudar London a trobar-ne una casa prop de la seva a Piedmont (Califòrnia). En les seves cartes, London es referia a Sterling com a "grec" a causa del seu nas i perfil clàssic, i les signava amb el pseudònim "Lobo". London es va referir a Sterling com a Russ Brissenden en la seva novel·la autobiogràfica Martin Eden (1909) i com a Mark Hall en La vall de la lluna (1913).
Temps després, Jack London es va distingir en diversos camps, amb diversos interessos; tenia una biblioteca personal de 15.000 volums.

## Carrera literària primerenca (1898-1900)

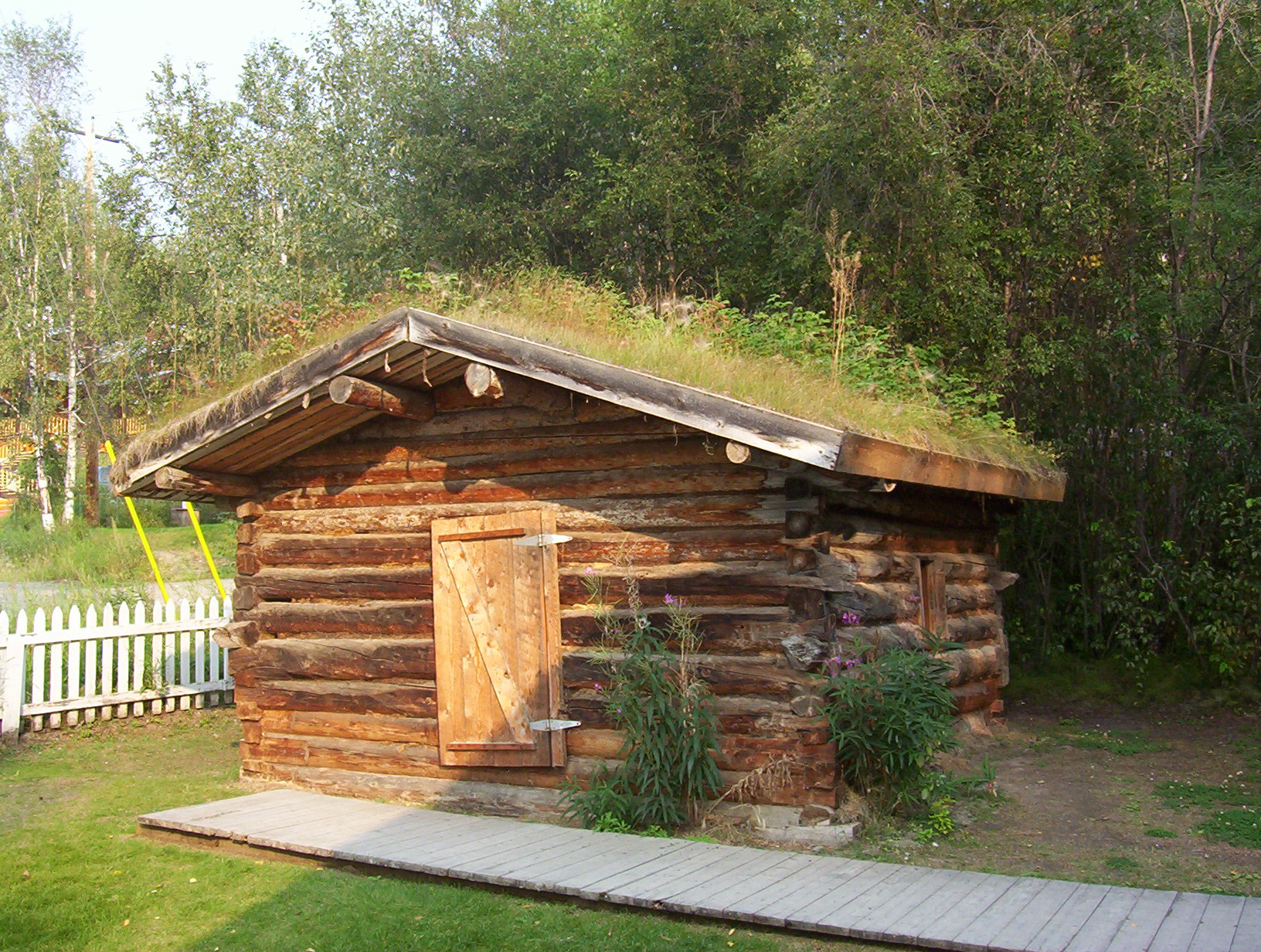
La cabana de Jack London a la ciutat de Dawson City, Yukon

El 25 de juliol de 1897, London i el seu cunyat James Shepard van salpar per unir-se a la febre d'or de Klondike, on ambientaria les seves primeres històries importants. No obstant això, el temps que va passar a Klondike va ser perjudicial per a la seva salut. Com molts altres que estaven involucrats en la febre d'or, va desenvolupar escorbut. Se li van inflar les genives, i va perdre quatre dents frontals. Els dolors constants li van afectar l'abdomen i els músculs de les cames, i la cara se li va cobrir de nafres. Afortunadament per a ell i d'altres que estaven patint malestars, el pare William Judge, "el sant de Dawson", tenia contactes a Dawson que els va donar abric, menjar i algunes medicines. La salut de London es va recuperar, però va ser un caprici del destí que la seva vida fos salvada per un sacerdot jesuïta, ja que ell era agnòstic.
London va sobreviure a les dures condicions de Klondike, i aquesta lluita contra la mort va inspirar la que sovint és catalogada com la seva millor història curta: To Build a Fire. La famosa versió d'aquesta història va ser publicada el 1908, però abans se n'havia publicat una totalment diferent el 1902. Labor, en una antologia, diu que "comparar les dues versions és, al seu torn, una lliçó instructiva en què distingeix un treball artístic literari fantàstic d'una bona història per a nens". La història tracta sobre un tossut i inútil cercador d'or que, ignorant els perills de la natura, al final mor congelat per no ser capaç de fer una simple foguera. London podria haver-se identificat amb el personatge, i va haver de presenciar actes semblants en la vida real mentre estava a Klondike.
Els seus terratinents a Dawson van ser dos enginyers en mines anomenats Marshall i Louis Bond, els quals van estudiar a Yale i Stanford. El seu pare (jutge federal) "Judge" Hiram Bond, va ser un ric inversionista de la mineria. Els Bond, especialment Hiram, eren republicans actius. En el diari de Marshall Bond s'esmenten les amistoses lluites verbals sobre temes polítics com un passatemps.
Jack va deixar Oakland com un creient del treball ètic amb consciència social i coneixements socialistes i va esdevenir un partidari actiu del socialisme. També va concloure que només la seva fe d'escapar de la trampa del treball era aconseguir una educació i "vendre els seus pensaments". Durant tota la seva vida va veure l'escriptura com un negoci, el seu passaport de sortida de la pobresa, i esperava una forma de portar la riquesa al seu propi joc.
Quan va tornar a Oakland el 1898, va començar a lluitar seriosament per entrar a la impressió, una lluita memorable descrita en la seva novel·la Martin Eden. La seva primera història publicada va ser To the Man On Trail. Quan The Overland Monthly li va oferir únicament 5 dòlars per aquesta, i va trigar a pagar-li, Jack London es va apropar a un punt en què es va plantejar abandonar la seva carrera literària. En les seves pròpies paraules, "literalment i literàriament vaig ser salvat" quan The Black Cat (en català El Gat Negre) va acceptar la seva novel·la Un miler de morts i li'n pagà 40 dòlars, "els primers diners que vaig rebre per una història".
Jack London va ser afortunat durant la seva carrera literària. Va començar simplement amb noves tecnologies d'impressió que permetien la producció de revistes de baix cost. Això va resultar ser una revolució per a les revistes populars dirigides a un públic ampli, i un mercat fort per a les històries curtes de ficció. L'any 1900, va guanyar aproximadament 2.500 dòlars amb les seves històries, l'equivalent a uns 75.000 dòlars actualment. La seva carrera estava encaminada cap a l'èxit.
Entre les obres que va vendre a les revistes, es trobava la història curta coneguda indistintament com a Batarde i Diable, en dues edicions de la mateixa història, un cruel francocanadenc que maltracta el seu gos. El gos com a venjança li provoca la mort. London va ser criticat per representar un gos com a encarnació del mal. Contaria d'algunes de les seves crítiques que les accions humanes són la causa principal del comportament dels seus animals i que ho mostraria en la seva pròxima història curta.
La petita història per al diari Saturday Evening Post titulada La crida de la selva va ser una mica llarga. La història comença en un estat de Santa Clara i representa un gos encreuament de santbernat i Shepard anomenat Buck. De fet, la primera escena és una descripció de la granja de la família Bond i Buck està basat en el gos que li va ser prestat a Dawson pels seus terratinents. London va visitar Marshall Bond a Calinfòrnia i topà de nou amb ell en una conferència política que va tenir lloc a San Francisco el 1901.

## El seu primer matrimoni (1900-1904)
Jack London va contraure matrimoni amb Bess Maddern el 17 d'abril de 1900, el mateix dia que The Son of the Wolf va ser publicat. Bess havia estat part del seu cercle d'amics durant alguns anys. Stasz diu: "Tots dos van reconèixer públicament que no es casaven per amor, però sí per amistat i per la creença que concebria fills forts". Kingman diu: "es trobaven a gust junts... Jack havia deixat clar a Bessie que no l'estimava, però que li agradava prou per tenir un matrimoni satisfactori".
Durant el matrimoni, Jack London va continuar la seva amistat amb Anna Strunsky, coescrivint The Kempton-Wace Letters, una novel·la epistolar que contrasta el romanticisme amb un amor científic. Anna, escrivint les cartes de "Dane Kempton", demostrava un punt de vista romàntic davant del matrimoni, mentre que Jack, que escrivia les cartes d'"Herbert Wace", mostrava un punt de vista científic, basat en el darwinisme i en les millores provocades en la descendència que es podia produir.
En la novel·la, el seu personatge fictici contrasta dues dones que London coneixia:

La primera era una boja, lasciva criatura, meravellosa, immoral i plena de vida fins al límit. La meva sang batega calenta fins i tot ara que la torno a conjurar ... La segona era una dona de pits superbs, la mare perfecta, feta primordialment per reconèixer l'adherència dels llavis d'un fill. Ja saps, aquest tipus de dona. "Les mares dels homes", les dic. I per tant de temps hi ha aquesta classe de dones a la terra, potser hem de mantenir per aquest temps la fe en la llavor dels homes. La lasciva era la parella sexual, però aquesta era la dona mare, l'última, més gran i sagrada en la jerarquia de la vida.

Wace declara:

Em proposo ordenar les meves aventures amoroses d'una forma racional ... Perquè em caso amb Hester Stebbins. No estic impulsat per la bogeria sexual arcaica de la bèstia, ni per la bogeria romàntica obsoleta de l'home antic. Contrec enllaç i la raó em diu que està recolzat en la salut, en el seny i la compatibilitat. El meu intel·lecte gaudirà d'aquest enllaç.

Analitzant el perquè del "va ser impulsat cap a la dona", té la intenció de casar-se, Wace diu:

Va ser la dona Mare Natura la que plora per nosaltres, cada home i dona, per a la progènie. El seu únic i etern lament: progènie! ¡Progènie!

En la vida real, el nom afectuós de Jack per a Bess era "Mami-nena" i el de Bess per Jack era "Papi-nen". La seva primera filla, Joan, va néixer el 15 de gener de 1901, i el segon, Bessie (més tard anomenada Becky), el 20 d'octubre de 1902.

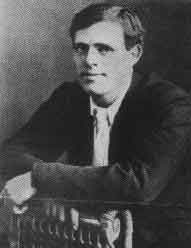
Jack London

A peu de foto en les imatges de l'àlbum de fotos, reproduït en part en les memòries de Joan London, Jack London i les filles, publicat pòstumament, mostra la felicitat inconfusible de Jack London i l'orgull a les seves filles. Però el mateix matrimoni es posava a prova de manera contínua. Kingman, el 1979, diu que el 1903 "la ruptura... era imminent... Bessie era una bona dona, però eren extremadament incompatibles. No quedava gens d'amor. Fins i tot la companyia i el respecte s'havia esfumat després del matrimoni". No obstant això, "Jack continuava sent amable i gentil amb Bessie, fins i tot quan Cloudsley Johns va ser convidat a casa el febrer de 1903 no va sospitar la ruptura del matrimoni".
D'acord amb Joseph Noel, el 1940, "Bessie era la mare eterna. Vivia primer per Jack, corregia els seus manuscrits, l'ajudava amb la gramàtica, però quan van néixer les seves filles ella va viure per elles. Aquest va ser el seu gran honor i el seu primer error garrafal". Jack es queixava a Noel i George Sterling que "ella és devota fins a la puresa. Quan li dic que la seva moralitat és només l'evidència d'una pressió baixa de la sang, m'odia. Em vendria juntament amb els meus fills per la seva maleïda puresa. Això és terrible. Cada vegada que torno després d'haver estat fora de casa per una nit, ella no em permet estar a la mateixa habitació que ella a menys que no hi hagi més remei".
El 24 de juliol de 1903, Jack London li va dir a Bessie que se n'anava de casa; durant 1904 Jack i Bess van negociar els termes del divorci, i la sentència va ser concedida l'11 de novembre de 1904.

## Ranxo Beauty (1905-1916)

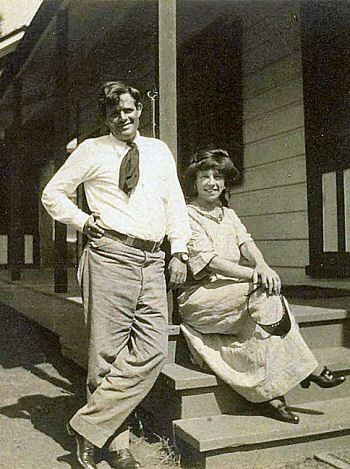
Jack i Charmian London 1911 possiblement en el ranxo Beauty

El 1910, Jack London va comprar un ranxo de 1.000 acres (4 km²) a Glen Ellen, al comtat de Sonoma, Califòrnia, per 26.000 dòlars. Va escriure que "després de la meva dona, el ranxo és la cosa més estimada en el món per a mi". Desitjava desesperadament que el ranxo es convertís en una empresa de negocis d'èxit. Escriure, sempre una empresa comercial per a London, es convertiria ara en una tasca més propera a un cert fi: "Escric un llibre per la raó d'afegir tres-centes o quatre-centes acres (1 o 2 km²) més al meu magnífic estat". Després de 1910, les seves obres literàries van ser majoritàriament composicions literàries de pobra qualitat escrites ràpidament per fer diners, escrites per la necessitat de proporcionar ingressos per al ranxo. Joan London escriu: "Pocs crítics es molestaven tan sols a avaluar la seva feina seriosament; era obvi que Jack no s'havia d'esforçar més".
Clarice Stasz escriu que London "havia portat completament al cor la visió, expressada en la seva ficció agrària, de la terra com la versió més propera de l'edèn a la Terra... Va estudiar ell mateix manuals d'agricultura i toms científics. Va concebre un sistema de ranxo que avui seria elogiat per la seva saviesa ecològica". Estava orgullós de la primera sitja concreta a Califòrnia, que va dissenyar ell mateix a partir d'una granja de porcs circular. London va saber adaptar la saviesa de l'agricultura asiàtica sostenible als Estats Units.
El ranxo va ser, per moltes raons, un error colossal. Els observadors amables com ara Stasz van tractar els seus projectes com a potencialment factibles, i atribueixen la seva decisió a la mala sort o al fet de ser pioner en la seva època. Els observadors menys amables, com ara Kevin Starr, suggereixen que va ser un mal gestor, distret per altres negocis i perjudicat per l'alcoholisme. Starr fa notar que London va ser absent del ranxo durant un any i mig entre 1910 i 1916, i diu: "Li agradava la faramalla del poder de directiu, però no prestar atenció als detalls... Els treballadors de London es van riure dels seus esforços de jugar a ser un ranxer i van considerar que era el hobby d'un home ric".
El ranxo és actualment un punt de referència històric nacional als Estats Units.

## Punts polítics
Jack London es va fer socialista a l'edat de 20 anys. Prèviament, havia estat posseït d'un optimisme reprimit que li venia de la seva salut i la seva força, actuant de manera individual, treballant intensament i veient el món com una cosa bona. Però tal com detalla en el seu assaig "Com em vaig convertir en socialista", els seus punts de vista socialistes van començar quan se li van obrir els ulls als membres d'allò més baix de l'estrat social. El seu optimisme i individualisme van perdre intensitat, i va jurar que mai més no treballaria més intensament del que calgués. Escriu que el seu individualisme es va esvair, i que va renéixer un socialista. London es va unir primer al Partit Socialista Laboral l'abril de 1896. El 1901, va abandonar aquest partit i es va unir al nou Partit Socialista d'Amèrica. El 1896 el diari anomenat San Francisco Chronicle va publicar una història sobre el London de 20 anys que en el City Hall Park d'Oakland i de nit, va fer una xerrada sobre socialisme a la multitud congregada, una activitat per la qual va ser arrestat el 1897. Va ser presentat com a alcalde d'Oakland dues vegades: el 1901 no va ser elegit perquè va rebre 245 vots, i el 1905 va millorar el percentatge de vots (981 vots) però sense assolir el seu objectiu. London va fer una gira pel país conferenciant sobre socialisme l'any 1906 i va publicar col·leccions d'assaigs en què la temàtica era el socialisme (La guerra de les classes, 1905; Revolució i altres assaigs, 1910).

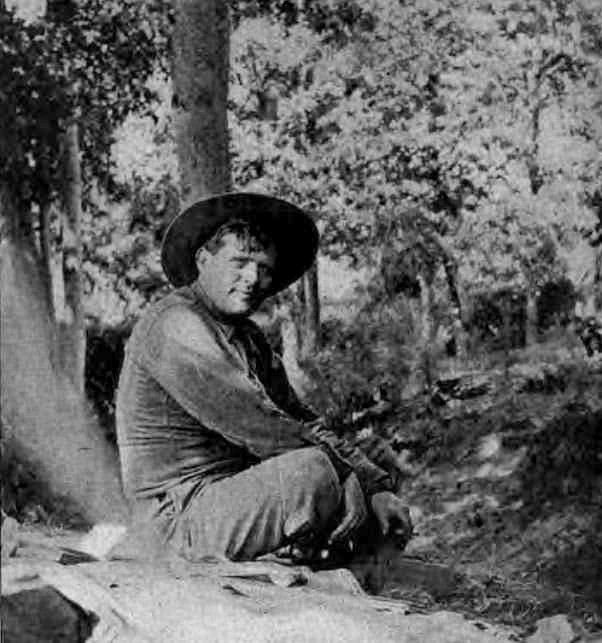
Jack London en el 1914

En les cartes, sovint s'acomiadava amb la frase "vostre per a la revolució" (en anglès Yours for the Revolution).
Stasz fa notar que "London considerava els Wobblies (membres d'Industrial Workers of the World, en català Treballadors Industrials del Món) com una addició ben rebuda a la causa socialista, encara que mai es va unir a les pretensions per a les quals establien emprar el sabotatge". Esmenta una trobada personal entre London i Big Bill Haywood el 1912.
És evident un punt de vista socialista en les seves obres, més notable encara en la seva novel·la El taló de ferro. El socialisme de Jack London venia del cor i de l'experiència en la vida, i no de la teoria o del socialista intel·lectual.
En els seus anys al ranxo de Glen Ellen, London va tenir un lleu sentiment ambivalent envers el socialisme. Tenia un extraordinari èxit financer com a escriptor, i volia desesperadament aconseguir el mateix èxit amb el seu ranxo de Glen Ellen. Es va queixar sobre els "ineficients treballadors italians" en la seva ocupació. El 1916, va renunciar al capítol que va constituir en la seva vida Glen Ellen en el partit socialista, però va declarar categòricament que ho feia "a causa de la seva manca de foc i lluita, i la pèrdua d'èmfasi en la lluita de classes".
En un retrat poc afavoridor dels dies de Jack London al ranxo, Kevin Starr el 1973 es refereix a aquest període com a "postsocialista" i diu que "...al voltant de 1911... London estava més avorrit de la lluita de classes que no pas volia admetre". Starr manté que el socialisme de London "sempre va tenir un caire elitista en ell, i una bona postura d'acord". Li agradava jugar a ser un intel·lectual de la classe treballadora quan era apropiat per als seus propis propòsits. Convidat a una casa prominent del Piemont, portava una camisa de franel·la, però, segons va comentar algú allà, la xapa que portava London en solidaritat amb la classe treballadora "semblava com si hagués estat especialment rentada per a l'ocasió". Mark Twain va dir: "li serviria a London per a fer que la classe treballadora prengués el control de les coses. Hauria de cridar a la milícia per recollir els seus drets d'autor".
En les seves Memòries de Lenin (1930), la seva dona Nadejda K. Konstantínovna Krúpskaia afirma que dos dies abans de la seva mort va llegir Amor a la vida al seu marit, Vladimir Ilyich Lenin.

## Mort

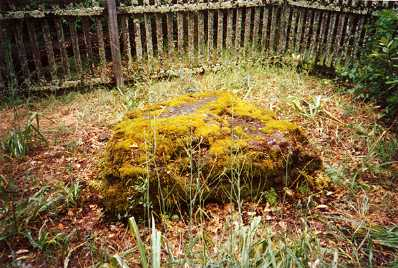
Tomba de Jack i Charmian London

La mort de Jack London és plena de controvèrsia. Moltes fonts antigues la descriuen com un suïcidi, i algunes encara ho fan. Tanmateix, això sembla presentar-se com un rumor, o com una especulació recolzada en els incidents que tenen lloc en les seves escriptures fictícies.
El seu certificat de mort establia la causa en una urèmia. Va morir el 22 de novembre de 1916. Se sap que patia un dolor extrem i que estava prenent morfina, i és possible que una sobredosi de morfina, accidental o deliberada, hi va poder contribuir. Clarice Stasz, en una biografia sobre London, escriu: "La subseqüent mort de London, per un cert nombre de raons, es mostra com un mite biogràfic desenvolupat, en el qual se'l classifica com un alcohòlic faldiller que es va suïcidar. Una recent investigació basada en documents de primera mà qüestiona aquesta caricatura".
El suïcidi apareix en les històries de London. En la seva novel·la autobiogràfica Martin Eden, el protagonista se suïcida morint ofegat. En la seva memòria autobiogràfica John Barleycorn, declara, com a adolescent, haver ensopegat en estat d'embriaguesa i caigut per la borda a la badia de San Francisco, "una xerrameca exorbitant quan baixa la marea em va obsessionar de sobte", i va anar a la deriva durant hores intentant ofegar-se a si mateix, gairebé aconseguint-ho abans que li passés la borratxera i fora rescatat per un pescador. Un fet paral·lel passa en el desenllaç de The Little Lady of the Big House, en el qual l'heroïna, enfrontada al dolor d'una ferida mortal i intractable causada per un tret, experimenta un suïcidi assistit per mitjà de la morfina. Aquests fets en les seves històries probablement van contribuir al mite bibliogràfic.
Les restes mortals de Jack London estan enterrades, juntament amb les de la seva esposa Charmian, al Parc Històric Jack London, ubicat a Glen Ellen de Califòrnia. La tomba simplement està marcada amb un pedrot ple de molsa.

## Obra

### Novel·les

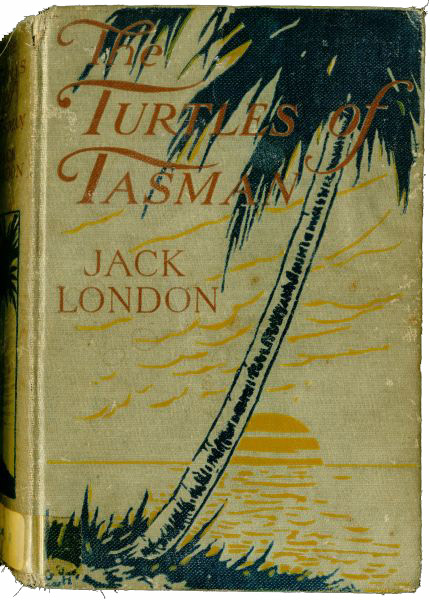
Portada de Turtles of Tasman, escrit per Jack London

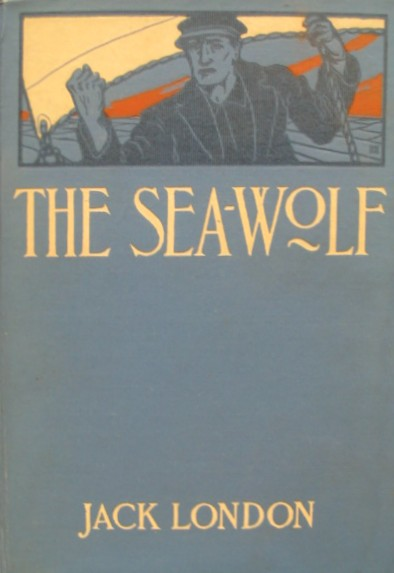
Portada de El llop de mar

- El creuer del Dazzler (The Cruise of the Dazzler) (1902)
- A Daughter of the Snows (1902)
- Children of the Frost (1902)
- La crida del bosc (The Call of the Wild) (1903)
- The Kempton-Wace Letters (1903), publicat anònimament, coescrit junt amb Anna Strunsky
- El llop de mar (The Sea-Wolf) (1904)
- The Game (1905)
- Ullal Blanc (White Fang) (1906)
- Before Adam (1907)
- El taló de ferro (The Iron Heel) (1908)
- Martin Eden (1909)
- Burning Daylight (1910)
- Adventure (Aventura) (1911)
- Smoke Bellew (1912)
- The Scarlet Plague (1912)
- The Abysmal Brute (1913)
- The Valley of the Moon (1913)
- The Mutiny of the Elsinore (1914)
- The Star Rover (1915) (publicat a Anglaterra amb el títol The Jacket)
- The Little Lady of the Big House (1916)
- The Turtles of Tasman (1916)
- Jerry of the Islands (1917)
- Michael, Brother of Jerry (1917)
- Hearts of Three (1920) (adaptació d'un guió fet per Charles Goddard)
- Asesinats SL (The Assassination Bureau, Ltd.) (1963) (incompleta; completada per Robert Fish)
- The wanderer of the Stars (1915), El vagabund de les estrelles

### Memòries autobiogràfiques
- The Road (1907)
- John Barleycorn (1913)

### No-ficció i assaigs
- The People of the Abyss (1903)
- Revolution, and other Essays (1910)
- How I became a socialist

### Històries
- "Diable"
- "An Odyssey of the North"
- "To the Man on Trail"
- "The Law of Life"
- "Moon-Face"
- "The Leopard Man's Story" (1903)
- "Love of Life"
- "All Gold Canyon"
- "The Apostate"
- "To Build a Fire"
- "The Chinago"
- "A Piece of Steak"
- "Good-by, Jack"
- "Samuel"
- "Told in the Drooling Ward"
- "The Mexican"
- "The Red One"
- "The White Silence"
- "The Madness of John Harned"
- "A Thousand Deaths"
- "The Rejuvenation of Major Rathbone"
- "Even unto Death"
- "A Relic of the Pliocene"
- "The Shadow and the Flash"
- "The Enemy of All the World"
- "A Curious Fragment"
- "Goliah"
- "The Unparalled Invasion"
- "When the World was Young"
- "The Strength of the Strong"
- "War"
- "The Scarlet Plague"
- "The Red One"

### Obres de teatre
- The Acorn Planter: a California Forest Play (1916)